# Rosora
Rosora är en ort och kommun i provinsen Ancona i regionen Marche i Italien. Kommunen hade 1 950 invånare (2018).